# Feliks Ostrowski
Pour les articles homonymes, voir Ostrowski.
Feliks Ostrowski, né le 3 janvier 1802 à Kraśnik et mort le 14 novembre 1860 à Varsovie, est un pianiste, professeur et compositeur polonais.

## Biographie
Feliks Ostrowski naît le 3 janvier 1802 à Kraśnik.
Il reçoit sa première éducation musicale, probablement sous la direction de Józef Lubaczewski à la suggestion du fils de Józef, Antoni, à Gościeradów près de Kraśnik, et poursuit ses études au Conservatoire de Varsovie sous la direction de Würfel et Alojzy Stolpe senior, apprenant l'orgue et le piano.
Il meurt le 14 novembre 1860 à Varsovie.